# Dr. Christmas Jones
Dr. Christmas Jones is een personage uit de James Bond-film The World Is Not Enough (1999), vertolkt door actrice Denise Richards.
Bond ontmoet Christmas Jones bij een militair kamp in Kazachstan onder de naam Dr. Arkov. Ze is een vrij aantrekkelijke jonge Amerikaanse kernfysica die in Kazachstan werkt aan atoombommen. Nadja is op haar gebaseerd. Colonel Akakievich die Bond intussen rondleidt beschrijft haar als iemand die niks moet hebben van mannen. Als Bond haar ontmoet en ze haar voornaam Christmas noemt wil zij dat er geen grapjes over gemaakt worden.
Bond vertrekt met een lift onder de grond van het kamp en komt daar zijn vijand Renard tegen die een atoombom gestolen heeft waar Dr. Jones aan mee had gewerkt. Midden in dit gesprek worden ze betrapt door Akakievich en Christmas Jones. Bond wordt onder schot gehouden en ze ontdekken dat de echte Dr. Arkov al tweeënzestig jaar oud is. Renard valt onverwachts aan met zijn mannen. Bond redt Christmas en vecht zelf terug. Ze helpt Bond later van een ontploffing weg te komen van een bom die door Renard was achtergelaten nadat hij met de lift ontsnapte. Ze weten het  beiden op het nippertje te overleven. Later als Bond terug is in Bakoe bij Elektra King blijkt het dat de gestolen atoombom in Elektra's pijpleiding zit. Bond gaat de pijpleiding in met Christmas om deze onschadelijk te maken maar ze ontdekken dat de helft van de nucleaire splijtstof ontbreekt. Zij maakt deze lading wel onschadelijk maar Bond besluit op het laatste moment de bom te laten ontploffen om te doen alsof ze omgekomen zijn, omdat Bond wist dat Renard en Elektra samenwerken.
Later op een olieplatform in de Kaspische Zee treft Valentin Zukovsky Christmas aan in een van zijn gebouwen. Christmas probeert Zukovsky te verleiden maar als hij haar iets te drinken aanbiedt, staat Bond achter de deur die Zukovsky wil ondervragen, ze worden echter onderbroken door een van Elektra's helikopters die het gebouw door midden snijdt  met een zaag. Nadat Bond deze aanval heeft weten te verijdelen krijgt Bond de informatie van Zukovsky.
Christmas vertrekt met hen mee naar Istanboel, maar ze worden echter later in de val gelokt door Zukovsky's hulpje Mr. Bullion en vervolgens worden Bond en Christmas gevangengenomen door Elektra. Christmas wordt meegenomen naar Renard in een onderzeeër en Bond wordt vastgezet in een martelwerktuig waarmee Elektra bijna zijn nek breekt. Als Bond eenmaal weet te ontsnappen dankzij een laatste schot van de stervende Zukovsky, en daarna Elektra doodt, klimt hij in de onderzeeër om Renard te stoppen en Christmas te redden. De schurk wilde de nucleaire explosie hier laten plaatsvinden.  Bond laat de onderzeeër zinken en met de hulp van Christmas weet hij Renard's plan te stoppen, hem te doden en samen te ontsnappen.
Later tijdens een diner in Istanboel beleven Bond en Christmas een romantische tijd met elkaar. En nadat M weer terug is na haar ontvoering door Elektra, betrapt ze met een camera Bond en Cristmas erop seks met elkaar te hebben. De film eindigt ten slotte in bed, als Bond en Christmas aan het vrijen zijn en Bond een dubbelzinnige opmerking maakt over haar voornaam (I thought Christmas only comes once a year).